# Steve Ballmer
Steven Anthony Ballmer (Detroit, Míchigan, 24 de marzo de 1956) es un empresario multimillonario e inversor estadounidense que fue director ejecutivo de Microsoft de 2000 a 2014. Es el actual propietario de Los Angeles Clippers de la National Basketball Association (NBA). Asimismo, tiene el 8.75 % de las acciones de Microsoft. En 2024, «Forbes Real Time Billionaires» estima su riqueza personal en 114 200 millones de dólares, clasificándolo como la décima persona más rica del mundo.
Ballmer fue contratado por Bill Gates en Microsoft en 1980, y posteriormente dejó el programa de MBA en la Universidad Stanford. Finalmente fue nombrado presidente en 1998, y reemplazó a Gates como CEO el 13 de enero de 2000. El 4 de febrero de 2014, Ballmer se retiró como CEO y fue reemplazado por Satya Nadella; Ballmer permaneció en la Junta Directiva de Microsoft hasta el 19 de agosto de 2014.
Su mandato y legado como Director Ejecutivo de Microsoft ha recibido una recepción mixta, con la compañía triplicando las ventas y duplicando las ganancias, pero perdiendo su dominio del mercado y dejando pasar las tendencias tecnológicas del siglo XXI, como el dominio de los teléfonos inteligentes que ahora lideran iPhone y Android.

## Primeros años y educación
Ballmer nació en Detroit, Míchigan; es hijo de Beatrice Dworkin y Frederic Henry Ballmer (Fritz Hans Ballmer), gerente de la Ford Motor Company. Su padre era un inmigrante suizo que predijo que su hijo, a los ocho años, asistiría a Harvard. Su madre era judía de Bielorrusia. A través de su madre, Ballmer es primo segundo de la actriz y comediante Gilda Radner. Ballmer creció en la próspera comunidad de Farmington Hills, Míchigan. Ballmer también vivió en Bruselas de 1964 a 1967, donde asistió a la Escuela Internacional de Bruselas.
En 1973, asistió a clases de preparación universitaria e ingeniería en la Universidad Tecnológica de Lawrence. Se graduó como valedictorian de Detroit Country Day School, una escuela preparatoria universitaria privada en Beverly Hills, Míchigan, con una puntuación de ochocientos en la sección matemática del SAT y fue un National Merit Scholar. Anteriormente formó parte del Consejo de administración de la escuela. En 1977, se graduó Magna cum-laude de la Universidad de Harvard como Bachiller universitario en letras en Matemáticas Aplicadas y Económicas.
En la universidad, Ballmer fue gerente del equipo de fútbol americano Harvard Crimson y miembro del Fox Club, trabajó en el periódico The Harvard Crimson y en el Harvard Advocate, y vivía al final del pasillo de su compañero de segundo año Bill Gates. Obtuvo una alta puntuación en la Competencia Matemática William Lowell Putnam, un examen patrocinado por la Mathematical Association of America, con una puntuación más alta que Bill Gates. Luego trabajó como asistente del gerente de producto en Procter & Gamble durante dos años, donde compartió una oficina con Jeff Immelt, quien más tarde se convirtió en CEO de General Electric. Después de intentar brevemente escribir guiones en Hollywood, en 1980 Ballmer abandonó la Stanford Graduate School of Business para unirse a Microsoft.

## Carrera con Microsoft
Steve Ballmer ingresó en Microsoft en el año 1981, donde Bill Gates le dio una propuesta a Ballmer para continuar con la creación del proyecto del sistema operativo.Se le conoce como "el segundo hombre que hizo Microsoft", a que se convirtiera en un imperio después de Bill Gates. Se convirtió en el primer gerente de marketing y proyecto del sistema operativo, sustituyó a Bill Gates el 27 de junio de 2008. Durante su mandato ejecutivo, realizó varios cambios en Microsoft, entre los que destacan la renovación de la plataforma móvil con Windows Phone y la reconversión de Windows en una versión adaptada a las pantallas táctiles con una interfaz gráfica de usuario más comunicativa como «Windows XP, Windows 98, Windows 1.0, Windows 3.0, Windows 7.0, Windows 8.0», entre el servidor en la nube Microsoft Azure, en el momento que se masificaron las tabletas y los teléfonos inteligentes.
El 23 de agosto de 2013 anunció que dejaría su cargo en doce meses. El 4 de febrero de 2014 se anunció que Satya Nadella sería el nuevo director ejecutivo de la empresa en sustitución de Ballmer. Finalmente, el 19 de agosto de 2014, Ballmer anunció que dejaba completamente su cargo dentro de Microsoft.

## Fortuna personal
Ballmer fue la segunda persona después de Roberto Goizueta en convertirse en multimillonario en dólares estadounidenses con base en opciones sobre acciones recibidas como empleado de una corporación en la que no fue ni fundador ni pariente de un fundador. A partir de octubre de 2021, Bloomberg Billionaires Index estima su riqueza personal en USD 102 mil millones, clasificándolo como la 9.ª persona más rica del mundo.

## Los Angeles Clippers
El 28 de julio de 2014, Steve Ballmer adquirió otra franquicia de la NBA, Los Angeles Clippers, por dos mil millones de dólares estadounidenses. La compra de dicha franquicia se dio después de que su anterior propietario, Donald Sterling, fuese obligado a venderla por haber sido captado en imágenes de vídeo haciendo declaraciones racistas. La NBA le obligó a vender, y Sterling fue reacio a hacerlo, pero tras un largo juicio, el tribunal falló en contra de Sterling y le obligó a vender los Clippers. Steve Ballmer así se convierte en el propietario de la franquicia angelina.